# Kaklık
Kaklık ist eine Kleinstadt im Landkreis Honaz der türkischen Provinz Denizli. Kaklık liegt etwa 35 km nordöstlich der Provinzhauptstadt Denizli und 20 km nordöstlich von Honaz. Kaklık hatte laut der letzten Volkszählung 4.578 Einwohner (Stand Ende Dezember 2010).
Das Verwaltungsgebiet von Kaklık gliedert sich in vier Stadtteile, Cumhuriyet Mahallesi, Hürriyet Mahallesi, İstasyon Mahallesi und İstiklal Mahallesi, die jeweils von einem Muhtar verwaltet werden.